# Třetí vláda Janeze Drnovšeka
Třetí vláda Janeze Drnovšeka fungovala v období od 27. února 1997 do 7. června 2000, kdy byla vládě vyjádřena konstitutivní nedůvěra.

## Koalice
- Liberalna demokracija Slovenije (LDS)
- Slovenska ljudska stranka (SLS)
- Demokratična stranka upokojencev Slovenije (DESUS)

## Složení

### Předseda
- Janez Drnovšek

### Ministři
- Mirko Bandelj – ministr vnitra (od 27. února 1997 do 16. února 1999)
- Igor Bavčar – ministr bez portfeje (evropské záležitosti) (od 29. října 1997 do 7. června 2000)
- mag. Anton Bergauer – ministr dopravy a komunikací (od 27. února 1997 do 7. června 2000)
- Franci Demšar – ministr obrany (od 4. února 1999 do 7. června 2000)
- Metod Dragonja – ministr ekonomických záležitostí a rozvoje (od 27. února 1997 do 20. dubna 1999)
- dr. Boris Frlec – ministr zahraničních věcí (od 25. září 1997 do 2. února 2000)
- dr. Slavko Gaber – ministr školství a sportu (od 27. února 1997 do 29. července 1999)
- dr. Pavel Gantar – ministr životního prostředí (od 27. února 1997 do 7. června 2000)
- Mitja Gaspari – ministr financí (od 27. února 1997 do 7. června 2000)
- mag. Božo Grafenauer – ministr bez portfeje místní samospráva) (od 27. února 1997 do 7. června 2000)
- dr. Marjan Jereb – ministr zdravotnictví (od 27. února 1997 do 7. července 2000)
- mag. Alojzij Krapež – ministr obrany (od 13. března 1997 do 24. listopadu 1998)
- Janko Kušar – ministr bez portfeje (koordinace práce subjektů v sociální oblasti) (od 27. února 1997 do 7. června 2000)
- dr. Alojzij Marinček – ministr věd a technologií (od 27. února 1997 do 7. července 2000)
- Tomaž Marušič – ministr spravedlnosti (od 27. února 1997 do 7. června 2000)
- dr. Tea Terezija Petrin – ministr ekonomických záležitostí a rozvoje (od 20. dubna 1999 do 7. června 2000)
- Marjan Podobnik – ministr bez portfeje (zástupce premiéra a koordinátor činnosti ministerstev) (od 27. února 1997 do 7. června 2000)
- Janko Razgoršek – ministr drobného hospodářství a turismu (od 29. října 1997 do 7. června 2000)
- mag. Anton Rop – ministr práce, rodiny a sociálních věcí (od 27. února 1997 do 7. června 2000)
- dr. Dimitrij Rupel – ministr zahraničních věcí (od 2. února 2000 do 7. června 2000)
- dr. Marjan Senjur – ministr ekonomických záležitostí a rozvoje (od 27. února 1997 do 7. června 2000)
- Ciril Smrkolj – ministr zemědělství, lesnictví a potravinářství (od 27. února 1997 do 7. června 2000)
- Jožef Školč – ministr kultury (od 27. února 1997 do 7. června 2000)
- Borut Šuklje – ministr vnitra (od 24. března 1999 do 7. června 2000)
- Zoran Thaler – ministr zahraničních věcí (od 27. února 1997 do 25. září 1997)
- Tit Turnšek – ministr obrany (od 27. února 1997 do 13. března 1998)
- dr. Pavel Zgaga – ministr školství a sportu (od 29. července 1999 do 7. července 2000)